# Mattfeldanthus
Mattfeldanthus es un género de plantas fanerógamas perteneciente a la familia de las asteráceas. Comprende 3 especies descritas y de estas, solo 2 aceptadas.

## Taxonomía
El género fue descrito por H.Rob. & R.M.King y publicado en Willdenowia 9: 10. 1979. La especie tipo es: Mattfeldanthus mutisioides H.Rob. & R.M.King	

## Especies aceptadas
A continuación se brinda un listado de las especies del género Mattfeldanthus aceptadas hasta septiembre de 2012, ordenadas alfabéticamente. Para cada una se indica el nombre binomial seguido del autor, abreviado según las convenciones y usos.
- Mattfeldanthus andrade-limae (G.M.Barroso) Dematt.
- Mattfeldanthus mutisioides H.Rob. & R.M.King